# Linia kolejowa Mołodeczno – Gudogaje
Linia kolejowa Mołodeczno – Gudogaje – linia kolejowa na Białorusi łącząca stację Mołodeczno ze stacją Gudogaje i z przejściem granicznym z Litwą. Część linii Mińsk - Wilno. 
Powstała jako część Kolei Libawsko-Romieńskiej. Przed II wojną światową położona była w Polsce.
Znajduje się w obwodach mińskim i grodzieńskim. Na całej długości jest dwutorowa i zelektryfikowana.